# Epikur
Epikur (gr. Ἐπίκουρος Epikuros) (341 – 270 p.n.e. urodził się na wyspie Samos) – grecki filozof, twórca epikureizmu. Epikur był jednym z najważniejszych filozofów tzw. drugiej fazy greckiej filozofii klasycznej, w której dominowały zagadnienia filozofii życia – czyli rozważania na temat jak osiągnąć pełne szczęście (także stan ataraksji).
Epikur dzielił filozofię na trzy części:
- fizykę zajmującą się teorią przyrody
- etykę zajmującą się poznawaniem istoty szczęścia
- kanonikę zajmującą się teorią poznania

W czasie swego życia, jak również po śmierci miał wielu uczniów i kontynuatorów m.in.:
- Hermarchos z Mityleny
- Zenon z Sydonu
- Filodemos z Gadary
- Lukrecjusz
- Karneiskos z Kos
- Metrodoros z Lampsakos
- Leontion

Był także jednym z czterech wielkich „mistrzów” Karola Marksa, który poświęcił mu swoją pracę doktorską pt. „Różnica między demokrytejską a epikurejską filozofią przyrody”, 1841 r.

## Życiorys
Rodzice Epikura, Neocles i Chaerestrate, oboje ateńskiego pochodzenia, wyemigrowali do ateńskiej kolonii na wyspie Samos, około dziesięciu lat przed urodzeniem przyszłego filozofa. Jako chłopiec, Epikur przez okres czterech lat studiował filozofię pod kierunkiem platonika Pamfilusa. W wieku 18 lat udał się do Aten podejmując dwuletnią służbę wojskową.
Po śmierci Aleksandra Wielkiego, Perdikkas wydalił ateńskich osadników z Samos do Kolofonu, na wybrzeżu Azji Mniejszej. Po zakończeniu służby wojskowej, Epikur dołączył do swojej rodziny. Studiował u Nauzyfanesa, który był zwolennikiem nauk Demokryta. W 311/310 p.n.e. Epikur sam nauczał w Mytilenie, ale jego wystąpienia spowodowały zamieszki i został zmuszony do opuszczenia miasta. Następnie założył szkołę w Lampsakos, gdzie przez jakiś czas nauczał. Powrócił do Aten w 306 p.n.e. zakładając kolejną szkołę, nazwaną Ogrodem. Nazwę zawdzięczała ona ogrodowi usytuowanemu w posiadłości w połowie drogi między Stoą i Akademią, który służył jako miejsce spotkań z uczniami.
Mimo że wiele z jego nauk było pod silnym wpływem wcześniejszych Demokryta i innych myślicieli, różnił się w kwestii demokrytejskiego determinizmu. Epikur, często zaprzeczał istnieniu takiego czynnika, potępiał innych filozofów uznając ich poglądy za pogmatwane. Sam o sobie mówił, że jest filozoficznym „samoukiem”.
Nigdy się nie ożenił i nie miał dzieci. Cierpiał na kamicę nerkową, która ostatecznie stała się powodem jego zgonu. Umarł w 270 p.n.e. w wieku 72 lat Pomimo długotrwałego bólu tak pisał do Idomeneusa:
Piszę ten list do Ciebie w szczęśliwym dla mnie dniu, który jest również ostatnim dniem mojego życia. Zostałem zaatakowany przez bolesną niemożność oddania moczu, a także biegunkę, tak gwałtowną, że nic nie może wyrazić mojego cierpienia. Ale radość mojego umysłu, która pochodzi z wspomnień wszystkich moich kontemplacji filozoficznych, równoważy wszystkie te dolegliwości. I błagam Cię, dbaj o dzieci Metrodorusa, w sposób godny pobożności ukazanej przez tego młodego człowieka dla mnie i dla filozofii.

## Szkoła
Szkoła Epikura liczyła niewielu, ale za to oddanych uczniów Głównymi jej członkami byli: Hermarchus, finansista Idomeneus, Leonteus i jego żona Themista, satyryk Colotes, matematyk Polyaenus z Lampsakos i Metrodorus z Lampsakos, najbardziej znany popularyzator epikureizmu. Jego szkoła była pierwszą z greckich szkół filozoficznych, która uznawała przyjmowanie kobiet bardziej za regułę niż za wyjątek. Pierwotnie szkoła miała siedzibę w domu i ogrodzie Epikura. Napis widniejący na bramie do Ogrodu został przywołany przez Senekę w XXI liście „Epistulae morales ad Lucilium”. Głosił on:
Gościu, tutaj będzie ci dobrze, tutaj dobrem najwyższym jest rozkosz.
Epikur podkreślał rolę przyjaźni jako ważnego składnika szczęścia, a szkoła pod wieloma względami przypominała wspólnotę przyjaciół mieszkających razem pod jednym dachem. Jednakże nie przeszkadzało mu to w ustanowieniu hierarchicznego systemu wśród swoich zwolenników, a także nakłaniania ich do złożenia przysięgi wierności swoim podstawowym założeniom.

## Poglądy

### Zapowiedź nauki i etyki
Epikur jest kluczową postacią w rozwoju nauki i metody naukowej. Kluczowe jest tutaj jego twierdzenie, że nie należy niczego brać z góry na wiarę, ale uznawać tylko to, co zostało zbadane w drodze bezpośrednich obserwacji i dedukcji logicznej. Wiele z jego pomysłów na temat natury i fizyki traktować można jako zapowiedź ważnych pojęć naukowych naszych czasów.
Epikur był znaczącą postacią ery osiowej, okresu od 800 p.n.e. do 200 p.n.e. podczas którego podobnie rewolucyjne myśli pojawiły się w Chinach, Indiach, Iranie, na Bliskim Wschodzie i w starożytnej Grecji. Jako pierwszy w starożytnej Grecji sformułował postulat wzajemności jako fundament etyki (złota reguła etyczna). Różnił się on od utylitaryzmu sformułowanego później przez Johna Stuarta Milla, podkreślając istotną rolę minimalizacji szkód własnych i innych jako sposób na zwiększenie szczęścia.
Nauki Epikura stanowiły odejście od głównych idei współczesnych mu Greków jak i wcześniejszych myślicieli, jednakże wciąż opierały się na wielu wcześniejszych zasadach i terminach, ustalonych głównie przez Demokryta. Za Demokrytem Epikur był atomistą, wierzył, że podstawowymi składnikami świata są niepodzielne małe kawałki materii (y, gr. atomos, „niepodzielne”) pływające w pustej przestrzeni (gr. kenos). Wszystko, co nam się jawi jest rezultatem ruchu atomów ich wzajemnego zderzania się ze sobą i oddziaływaniom zachodzącym bez celu lub planu. (Warto porównać to z nowoczesnymi badaniami w fizyce kwantowej.) Jego teoria różni się od wcześniejszego atomizmu Demokryta, gdyż zakłada, że atomy nie zawsze poruszają się po liniach prostych, a kierunek ich ruchu może niekiedy wykazywać „zboczenie” (gr. clinamen). To pozwoliło mu uniknąć determinizmu domyślnego we wcześniejszych atomizmach i utrzymać pojęcie wolnej woli.
Regularnie przyjmował kobiety i niewolników w swojej szkole, wprowadzając koncepcje podstawowych praw człowieka i egalitaryzmu w myśli greckiej. Był jednym z pierwszych Greków, którzy zrywali z bogobojną tradycją popularną w tamtym czasie. Z drugiej strony podkreślał użyteczność praktyk religijnych jako sposobu kontemplacji i myślenia o bogach i używania ich jako przykładu przyjemnego życia. Epikur uczestniczył w działalności tradycyjnej greckiej religii, ale nauczał, że należy unikać posiadania fałszywych opinii na temat bogów. Bogowie są nieśmiertelni, błogosławieni i bezbożnością byłoby przypisywanie im innych cech odmiennych od nieśmiertelności i błogosławieństwa.
Jego zdaniem bogowie nie karzą złych, ani nie nagradzają dobrych jak myśli większość. W opinii tłumu, twierdził Epikur, „bogowie wysyłają wielkie zło dla niegodziwych i wielkie błogosławieństwo dla tych sprawiedliwych, którzy się na nich wzorują”, podczas gdy w rzeczywistości bogowie w ogóle nie zajmują się ludźmi.
Nie ten jest bezbożny kto zaprzecza bogom czczonym przez tłum, lecz ten kto podziela pogląd ludu na ich temat.

### Przyjemność jako brak cierpienia
Filozofia Epikura opierała się na teorii, że całe dobro i zło wynika z odczuwania przyjemności i bólu. Dobre jest to, co przyjemne, złe jest to, co bolesne.
Dla Epikura przyjemność i ból były ostateczną podstawą moralnego rozróżnienia między dobrem a złem. Jeśli ból zostaje świadomie wybrany zamiast przyjemności, to tylko dlatego, że w niektórych przypadkach prowadzi do większej przyjemności.
Jako wskazówki etyczne Epikur podkreślał istotę zminimalizowania bólu i maksymalizacji szczęścia swojego jak i innych:
Nie da się wieść przyjemnego życia, jeśli nie żyje się mądrze, dobrze i sprawiedliwie („ani szkodzić, ani doznawać szkody” i nie da się żyć mądrze i dobrze i sprawiedliwie, nie żyjąc przyjemnie).

## Dzieła
Zachowały się nieliczne fragmenty dzieł filozofa, m.in. „Zasady” i odnalezione w Herkulanum części 37 ksiąg O naturze (patrz Papirusy z Herkulanum). Trzy listy Epikura znajdują się w X księdze Żywotów Diogenesa Laertiosa, reszta zaginęła. Liczbę wszystkich prac Diogenes Laertios szacował na ok. 300, wymieniając z tytułu 40. Inne fragmenty i relacje można znaleźć w całej starożytnej literaturze greckiej i rzymskiej. Głównym źródłem wiedzy o Epikurze i jego systemie są prace rzymskiego filozofa i poety Lukrecjusza.